# Сан Ђакомо (Пескара)
Сан Ђакомо (итал. San Giacomo) је насеље у Италији у округу Пескара, региону Абруцо.
Према процени из 2011. у насељу је живело 11 становника. Насеље се налази на надморској висини од 859 м.